# لزازة
لزَّازة هي قرية فلسطينيّة مهجّرة منذ العام 1948. تقع القرية في أقصى شمال فلسطين على نهر الحاصباني الذي ينبع في لبنان ويشقّ مجراه في سهل الحولة.

## القرية قبل سنة 1948

### نبذة عن لَزَّازَة
قرية على بعد 27 كم شمال شرق صفد. كانت تقع القرية قريبًا من نهر الحاصباني في الشطر الشمالي من سهل الحولة
```
وهي على ارض منبسطة بارتفاعها 100 م عن سطح البحر. توافرت المياه السطحية والجوفية بها. مساحة القرية تبلغ 27 دونماً، فيما امتدت اراضيها على مساحة 1586 دونما.
```

```
أصل الاسم قد يكون مشتّق من الفعل «لزّ» بمعنى شدّهُ وألصقه. كانت تُحيط القرية أراضي قرية 
القيطية
، 
المنصورة
، 
الناعمة
 
والزوق التحتاني
. عدد سكّان القرية حتّى عام 1931 كان 176 نسمة.
[
3
]
 وصل عدد سكان القرية في عام 1945 لما يقارب 330 نسمة، بينهم ما يقارب 100 يهودي.
[
3
]
 في سنة 1948 كان عدد سكانها 270
[
4
]
 نسمة.
```

### خصائص القرية
كانت أراضي القرية خصبة بفعل الإرسابات التي يلقي بها نهر الحاصباني والمسيلات الأخرى في المنطقة أثناء فيضاناتها، لذا كانت زراعة البصل والفاكهة والذرة وغيرها من المحاصيل مصدر الرزق الرئيس، بالإضافة لتربية المواشي والنحل وصيد الأسماك.
ربطت القرية صلات قوية بسورية ولبنان لقربها من الحدود السورية واللبنانية، وكان في القرية مدرسة ابتدائية بلغ عدد روّادها 26 طالبًا في سنة 1945.

### احتلال القرية عام 1948
يُعزى نزوح سكان قرية لزَّازة إلى «حملة الشائعات»، وهي أحد أشكال الحرب النفسيّة التي خطط لها قائد «البلماح» «يغال ألوان» ونُفّذت في إطار عملية يفتاح العسكريّة. يذكر المؤرخ الإسرائيلي «بني موريس» أنّ التهديدات كانت تبث بين سكان قرى الجليل الشرقيّ في الوقت الذي كانت عملية «يفتاح» تضرب أطنابها. لكن ثمة بعض الشكوك في صحة هذه الرواية حيث أنّ سكان قرية لزَّازة نزحوا عنها، حسب ما روي، في يوم 21 أيار من سنة 1948، بينما نُفّذت «حملة الشائعات» بين 10 و15 أيار من ذات السنة، حسب «يغال ألوان» (فلسطين في الذاكرة).

### القرية اليوم
لم يبق من القرية اليوم إلا بعض الحجارة المبعثرة في أنحاء الموقع. الأراضي المجاورة للقرية يزرعها سكان مستوطنة «بيت هيلل» والتي أقيمت سنة 1940 شمالي غرب القرية، لا على أرضها.

### عائلات القرية
يوجد في قرية اللزازة عائلات عديدة و منها : 
الحسين ، الحسن ، الأحمد ، المحمد ، شاهين ، العمر ، الواكد ، الكامل و اليوسف .
و كان مختار القرية من آل الحسين 

### وصلات خارجية
- لزازة ترحب بكم